# Beaumont-sur-Sarthe
Beaumont-sur-Sarthe település Franciaországban, Sarthe megyében. Lakosainak száma 1974 fő (2022. január 1.). Beaumont-sur-Sarthe Juillé, Vivoin, Assé-le-Riboul, Maresché és Saint-Christophe-du-Jambet községekkel határos.

## Népesség
A település népességének változása:
| Lakosok száma | 2006 | 1933 | 1988 | 1960 | 1964 | 1967 | 1979 | 1974 | 1974 |
|               | 2013 | 2015 | 2016 | 2017 | 2018 | 2019 | 2020 | 2021 | 2022 |